# Strangeland (film)
Strangeland è un film del 1998 diretto da John Pieplow e scritto da Dee Snider.

## Trama
Un sadico chiamato "Captain Howdy" avvicina giovani con trappole in internet per svolgere operazioni di modificazioni corporee contro la loro volontà. Un detective ben presto inizia a seguire le tracce del folle Captain Howdy e, catturatolo, lo rinchiude in un manicomio. Dopo il suo rilascio l'uomo, ormai innocuo, viene però disprezzato dalla gente, elemento che fa sì che il folle ritorni ai suoi riti guidato da una rabbiosa vendetta.

## Colonna sonora
1. Dee Snider - Inconclusion
2. Sevendust - Breathe
3. Megadeth - A Secret Place
4. Pantera - Where You Come From (Live)
5. Anthrax - P & V
6. Snot - Absent
7. dayinthelife - Street Justice
8. Coal Chamber - Not Living
9. Bile - In League
10. Marilyn Manson - Sweet Tooth
11. Soulfly - Eye For An Eye
12. Hed P.E. - Serpent Boy (Radio Edit)
13. Kid Rock - Fuck Off featuring Eminem
14. The Clay People - Awake
15. System Of A Down - Marmalade
16. Nashville Pussy - I'm The Man
17. Crisis - Captain Howdy
18. Twisted Sister - Heroes Are Hard To Find

Altre canzoni non presenti nel CD:
- Backyard Babies - "Highlights"
- Crisis - "Methodology"
- Paw - "Street Justice" (registrato per il film, non fu utilizzato né per il film né per il CD)

## Curiosità
- Captain Howdy è anche il nome del fantasma con cui Linda Blair parla durante il film The Exorcist.
- Nonostante le recensioni negative è stato per molto tempo in preproduzione un seguito. Dee Snider per un po' ha rinunciato ma dal 2015 è intenzionato a far ripartire il progetto.
- Un fumetto prequel al film (Dee Snider's Strangeland: Seven Sins) è stato pubblicato dal 2007 al 2008.
- I Twisted Sister si sono riuniti brevemente per registrare Heroes Are Hard To Find.